# Hong Kong
Hong Kong (în chineză: 香港; pronunția numelui în cantoneză: [hœ́ːŋ.kɔ̌ːŋ]), cunoscut oficial ca Regiunea Administrativă Specială Hong Kong a Republicii Populare Chineze (în chineză: 中華人民共和國香港特別行政區), este o regiune autonomă de pe coasta de sud a Republicii Populare Chineze, înconjurată geografic pe 3/4 de Delta Fluviului Perlelor și de Marea Chinei de Sud.
De-a lungul anilor, poziția geografică și legăturile comerciale au transformat Hong Kong-ul într-o mare metropolă. Orașul a devenit unul dintre cele mai mari porturi din lume, centru comercial și financiar de prim rang în lume, având o populație de 7 milioane de locuitori.
În pofida unei clime foarte calde și umede, turistul care se aventurează pe străzile acestui oraș va rămâne impresionat de ritmul de viață alert al acestui oraș, întâlnind la tot pasul clădiri moderne și foarte înalte, aici aflându-se una dintre cele mai înalte clădiri din Asia.
În acest oraș se află aeroportul cu cel mai mare trafic din Asia, Aeroportul Internațional din Hong Kong, cu un trafic de 47 de milioane de pasageri și 4,12 milioane de tone de mărfuri în 2007. Ale cărui piste sunt efectiv construite pe mare. Traficul maritim este incredibil de dens, apele golfului nefiind niciodată lipsite de valuri, chiar dacă nu adie nici măcar o boare de vânt. Are multe instituții de învățământ, printre care și Universitatea din Hong Kong (1911).
Conform unei analize publicate de Culture Trip în 2016, face parte din primele zece cele mai moderne orașe din lume.
În același an, Hong Kong se afla pe locul 2 în lume (după New York) ca număr de miliardari. Astfel, 68 de miliardari dețin o avere cumulată de 261,3 miliarde dolari americani, cel mai bogat om de afaceri din oraș fiind Li Ka-shing (27,1 miliarde dolari).

## Istorie
Vezi și secțiunea: Hong Kong-ul britanic
În 1842, Marea Britanie a obținut de la împăratul Chinei controlul unei insule, pe nume Hong Kong, în scopul de a construi un port pentru navele lor de comerț.
În 1898, Marea Britanie a încheiat un tratat cu China prin care li s-a acordat concesionarea pe 99 de ani a insulei și a câtorva zone din împrejurul ei.

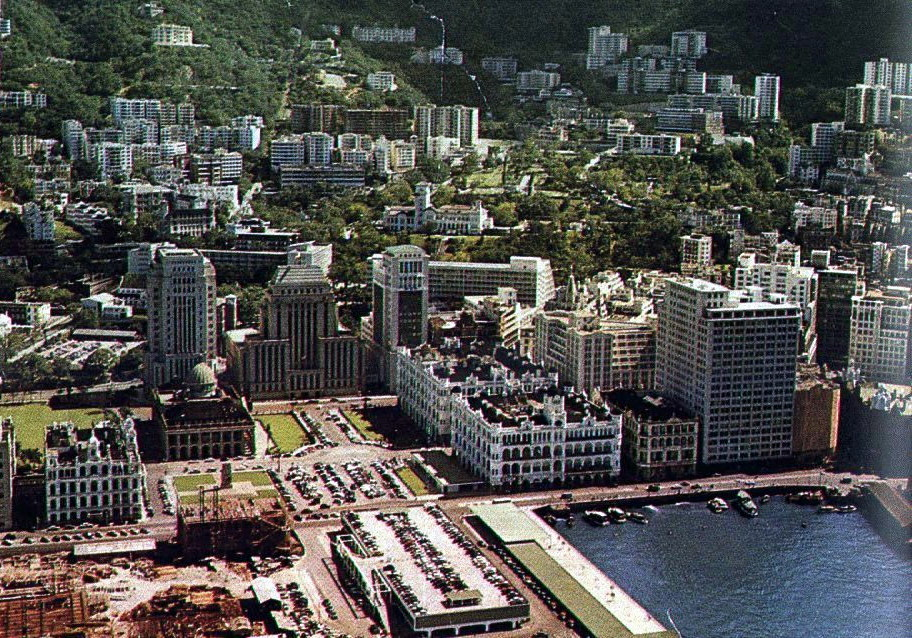
Hong Kong în 1955
Steagul Hong Kong-ului britanic (1959-1997)

În 1997, teritoriul a fost retrocedat guvernului de la Peking. Această regiune beneficiază de autonomie politică, durând 50 de ani, în baza "Legii fundamentale a regiunii administrative speciale Hong Kong" (un fel de Constituție), adoptată în 1997, în urma semnării unui tratat sino-britanic din 1984.
Autonomia acestei regiuni a luat sfârșit mult mai devreme, când consiliul legislativ regional, la presiunea Pekingului, a adoptat "Legea siguranței naționale pentru Hong Kong", modificând astfel art. 23 din Constituția locală, ce a intrat în vigoare în iunie 2020. În acest fel, nu numai că China și-a încălcat promisiunea făcută Marii Britanii prin tratatul semnat mai devreme, dar a mai stricat aici, dar și-n Macao sistemul "o țară, două sisteme".   

## Geografie
Hong Kong este situat în partea de sud a Chinei, se invecineaza cu Marea Chinei de Sud și China. Suprafața totală a țării este de 1.104 km2. Clima este tropical musonică. Vremea este rece și umedă iarna, cald și ploios din primăvară până în vară, cald și soare, toamna. Altitudinea minimă este Marea Chinei de Sud – 0 m; altitudinea maximă este Tai Mo Shan – 958 m. Terenul arabil reprezintă 5,05%, culturile permanente sunt 1,01%, altele: 93,94%

Harta Hong Kong-ului
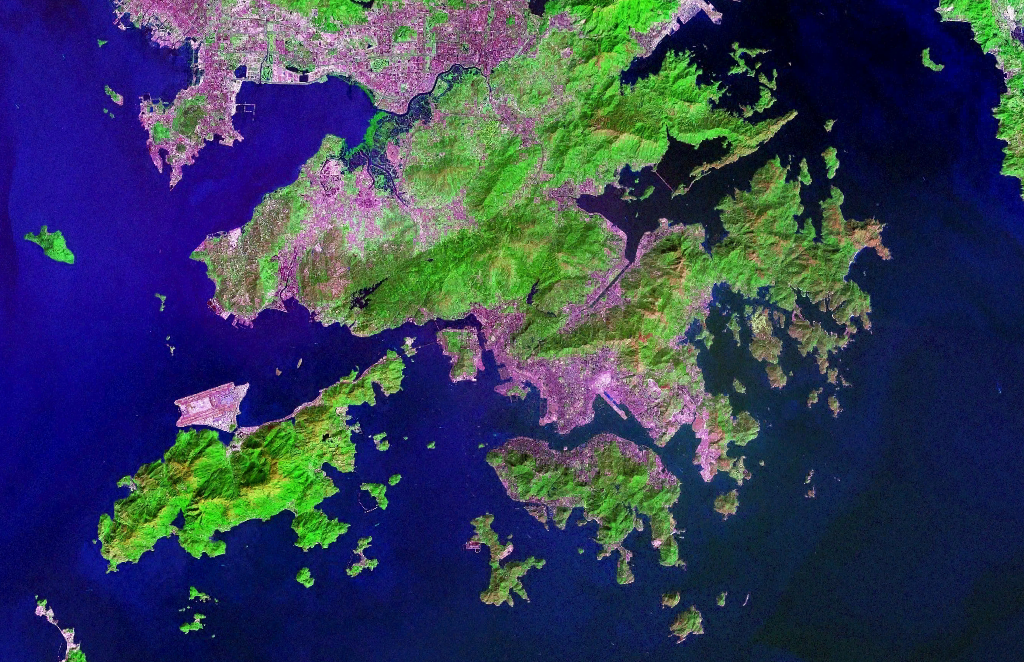
Hong Kong văzut din satelit.

## Climă
| Date climatice pentru Hong Kong (Observatorul din Hong Kong)                             | Date climatice pentru Hong Kong (Observatorul din Hong Kong) | Date climatice pentru Hong Kong (Observatorul din Hong Kong) | Date climatice pentru Hong Kong (Observatorul din Hong Kong) | Date climatice pentru Hong Kong (Observatorul din Hong Kong) | Date climatice pentru Hong Kong (Observatorul din Hong Kong) | Date climatice pentru Hong Kong (Observatorul din Hong Kong) | Date climatice pentru Hong Kong (Observatorul din Hong Kong) | Date climatice pentru Hong Kong (Observatorul din Hong Kong) | Date climatice pentru Hong Kong (Observatorul din Hong Kong) | Date climatice pentru Hong Kong (Observatorul din Hong Kong) | Date climatice pentru Hong Kong (Observatorul din Hong Kong) | Date climatice pentru Hong Kong (Observatorul din Hong Kong) | Date climatice pentru Hong Kong (Observatorul din Hong Kong) |
| Luna                                                                                     | Ian                                                          | Feb                                                          | Mar                                                          | Apr                                                          | Mai                                                          | Iun                                                          | Iul                                                          | Aug                                                          | Sep                                                          | Oct                                                          | Nov                                                          | Dec                                                          | Anual                                                        |
| ---------------------------------------------------------------------------------------- | ------------------------------------------------------------ | ------------------------------------------------------------ | ------------------------------------------------------------ | ------------------------------------------------------------ | ------------------------------------------------------------ | ------------------------------------------------------------ | ------------------------------------------------------------ | ------------------------------------------------------------ | ------------------------------------------------------------ | ------------------------------------------------------------ | ------------------------------------------------------------ | ------------------------------------------------------------ | ------------------------------------------------------------ |
| Maxima medie °C (°F)                                                                     | 18.6 (65,5)                                                  | 18.9 (66)                                                    | 21.4 (70,5)                                                  | 25.0 (77)                                                    | 28.4 (83,1)                                                  | 30.2 (86,4)                                                  | 31.4 (88,5)                                                  | 31.1 (88)                                                    | 30.1 (86,2)                                                  | 27.8 (82)                                                    | 24.1 (75,4)                                                  | 20.2 (68,4)                                                  | 25,6 (78,1)                                                  |
| Media zilnică °C (°F)                                                                    | 16.3 (61,3)                                                  | 16.8 (62,2)                                                  | 19.1 (66,4)                                                  | 22.6 (72,7)                                                  | 25.9 (78,6)                                                  | 27.9 (82,2)                                                  | 28.8 (83,8)                                                  | 28.6 (83,5)                                                  | 27.7 (81,9)                                                  | 25.5 (77,9)                                                  | 21.8 (71,2)                                                  | 17.9 (64,2)                                                  | 23,24 (73,84)                                                |
| Minima medie °C (°F)                                                                     | 14.5 (58,1)                                                  | 15.0 (59)                                                    | 17.2 (63)                                                    | 20.8 (69,4)                                                  | 24.1 (75,4)                                                  | 26.2 (79,2)                                                  | 26.8 (80,2)                                                  | 26.6 (79,9)                                                  | 25.8 (78,4)                                                  | 23.7 (74,7)                                                  | 19.8 (67,6)                                                  | 15.9 (60,6)                                                  | 21,4 (70,5)                                                  |
| Minima istorică °C (°F)                                                                  | 0.0 (32)                                                     | 2.4 (36,3)                                                   | 4.8 (40,6)                                                   | 9.9 (49,8)                                                   | 15.4 (59,7)                                                  | 19.2 (66,6)                                                  | 21.7 (71,1)                                                  | 21.6 (70,9)                                                  | 18.4 (65,1)                                                  | 13.5 (56,3)                                                  | 6.5 (43,7)                                                   | 4.3 (39,7)                                                   | 0,0 (32)                                                     |
| Ploaie mm (inches)                                                                       | 24.7 (0.972)                                                 | 54.4 (2.142)                                                 | 82.2 (3.236)                                                 | 174.7 (6.878)                                                | 304.7 (11.996)                                               | 456.1 (17.957)                                               | 376.5 (14.823)                                               | 432.2 (17.016)                                               | 327.6 (12.898)                                               | 100.9 (3.972)                                                | 37.6 (1.48)                                                  | 26.8 (1.055)                                                 | 2.398,4 (94,425)                                             |
| Umiditate [%]                                                                            | 74                                                           | 80                                                           | 82                                                           | 83                                                           | 83                                                           | 82                                                           | 81                                                           | 81                                                           | 78                                                           | 73                                                           | 71                                                           | 69                                                           | 78,0                                                         |
| Nr. mediu de zile ploioase (≥ 0.1 mm)                                                    | 5.37                                                         | 9.07                                                         | 10.90                                                        | 12.00                                                        | 14.67                                                        | 19.07                                                        | 17.60                                                        | 16.93                                                        | 14.67                                                        | 7.43                                                         | 5.47                                                         | 4.47                                                         | 137,65                                                       |
| Ore însorite                                                                             | 143.0                                                        | 94.2                                                         | 90.8                                                         | 101.7                                                        | 140.4                                                        | 146.1                                                        | 212.0                                                        | 188.9                                                        | 172.3                                                        | 193.9                                                        | 180.1                                                        | 172.2                                                        | 1.835,6                                                      |
| Sursă: Observatorul din Hong Kong (normale 1981–2010, extreme 1884–1939 și 1947–prezent) |                                                              |                                                              |                                                              |                                                              |                                                              |                                                              |                                                              |                                                              |                                                              |                                                              |                                                              |                                                              |                                                              |

## Diviziunea administrativă
Delegația autorităților regionale își are Birou la Peking, începând din 1999. Autoritățile R.P. China sunt, la rândul lor, reprezentate de un Birou de legătură, începând din 2000, la Hong Kong. Biroul de legătură e subordonat Ministerului chinez pentru afacerile din Hong Kong și din Macao. Controlul chinezilor asupra regiunii Hong Kong e asigurat de o garnizoană, adusă, din 1997, de așa-zisa Armată de Eliberare a Poporului.
| Raion               | Raion                   | Locuitori | Întindere (kmp) | Densitate (loc./kmp) | Regiune          |
| în limba engleză    | în chineza tradițională | Locuitori | Întindere (kmp) | Densitate (loc./kmp) | Regiune          |
| ------------------- | ----------------------- | --------- | --------------- | -------------------- | ---------------- |
| Central and Western | 中西區                  | 244.600   | 12,44           | 19.983,92            | Insula Hong Kong |
| Eastern             | 東區                    | 574.500   | 18,56           | 31.217,67            | Insula Hong Kong |
| Southern            | 南區                    | 269.200   | 38,85           | 6.962,68             | Insula Hong Kong |
| Wan Chai            | 灣仔區                  | 150.900   | 9,83            | 15.300,1             | Insula Hong Kong |
| Sham Shui Po        | 深水埗區                | 390.600   | 9,35            | 41.529,41            | Kowloon          |
| Kowloon City        | 九龍城區                | 405.400   | 10,02           | 40.194,7             | Kowloon          |
| Kwun Tong           | 觀塘區                  | 641.100   | 11,27           | 56.779,05            | Kowloon          |
| Wong Tai Sin        | 黃大仙區                | 426.200   | 9,3             | 45.645,16            | Kowloon          |
| Yau Tsim Mong       | 油尖旺區                | 318.100   | 6,99            | 44.864,09            | Kowloon          |
| Islands             | 離島區                  | 146.900   | 175,12          | 825,14               | Noile Teritorii  |
| Kwai Tsing          | 葵青區                  | 507.100   | 23,34           | 21.503,86            | Noile Teritorii  |
| North               | 北區                    | 310.800   | 136,61          | 2.220,19             | Noile Teritorii  |
| Sai Kung            | 西貢區                  | 448.600   | 129,65          | 3.460,08             | Noile Teritorii  |
| Sha Tin             | 沙田區                  | 648.200   | 68,71           | 9.433,85             | Noile Teritorii  |
| Tai Po              | 大埔區                  | 307.100   | 136,15          | 2.220,35             | Noile Teritorii  |
| Tsuen Wan           | 荃灣區                  | 303.600   | 61,71           | 4.887,38             | Noile Teritorii  |
| Tuen Mun            | 屯門區                  | 495.900   | 82,89           | 5.889,38             | Noile Teritorii  |
| Yuen Long           | 元朗區                  | 607.200   | 138,46          | 4.297,99             | Noile Teritorii  |

## Populație
În prezent (2014), Hong Kong are o populație de 7.150.000. Principalele grupuri etnice sunt: chinezi han 95%; filipinezi 1,6%; indonezieni 1,3%; alții 2,1%. 
Religia principală este budismul (combinat cu alte religii populare) – 90%, a doua religie este creștinismul (10%). 
Limbile cele mai importante sunt: cantoneza 90,8%, engleza 2,8%, mandarina 0,9%, alte dialecte chineze 4,4%, alte limbi 1,1%. 
Speranța de viață la naștere este de 79,39 ani la bărbați și 85,05 ani la femei. 
Rata fertilității este de 1,09 copii/femeie. Rata natalității: 9,38‰ (printre cele mai mici din lume); rata mortalității: 6,93‰.
Structura pe vârste: 0-14 ani la 11,6% (431.728 bărbați/ 394.898 femei), 15-64 ani la 74,8% (2.573.929 bărbați/ 2.757.095 femei), 65 ani și peste la 13,5% (452.278 bărbați/ 512.580 femei).

## Economie

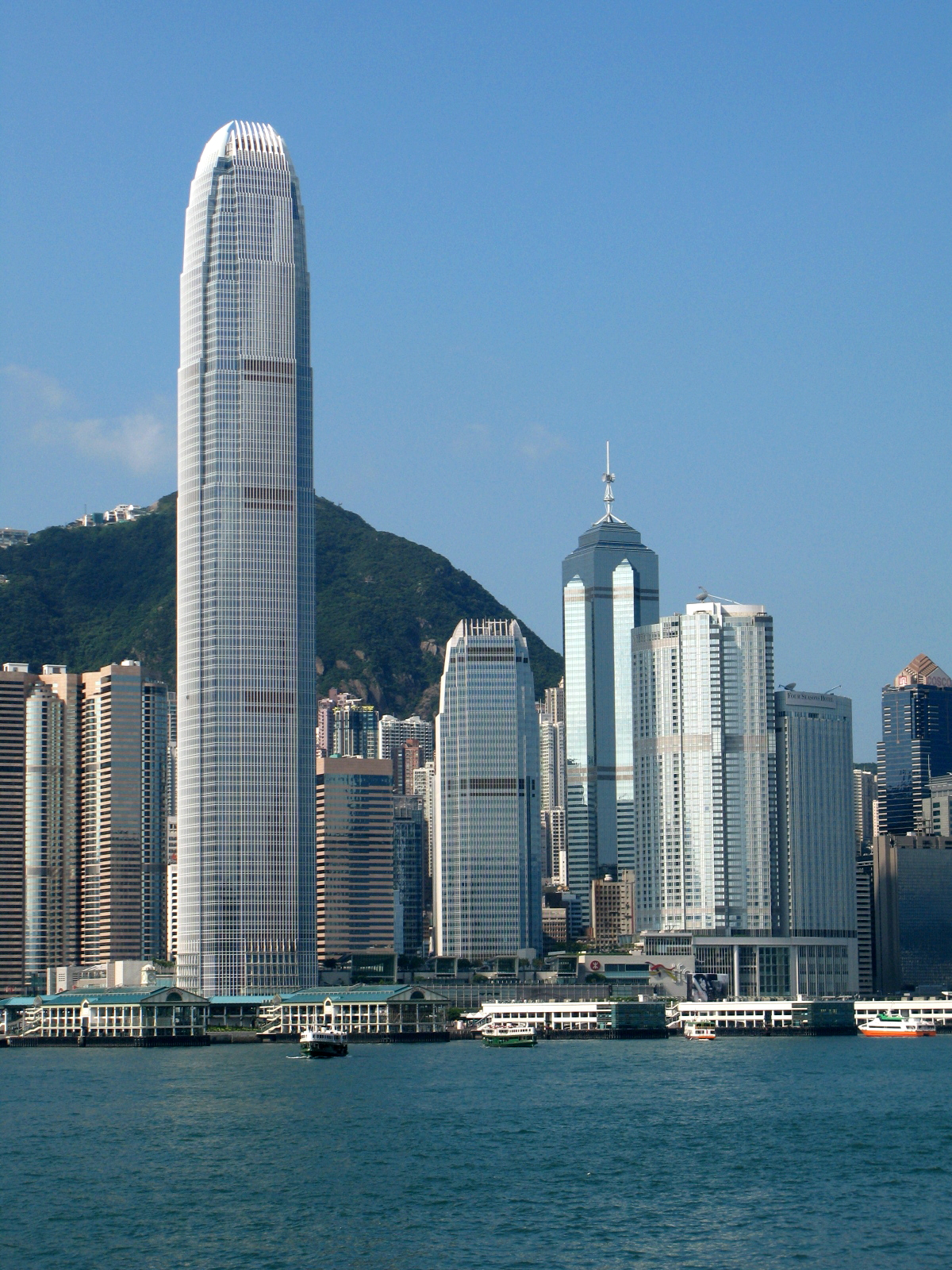
Centrul internațional de finanțe in centrul orașului

Hong Kong este unul dintre cele mai mari centre economice și financiare din lume. Hong Kong are o economie de piață liberă, depinde foarte mult de comerțul internațional și finanțe – valoarea bunurilor și serviciilor comerciale, inclusiv cota semnificativă de exporturi, este de aproximativ patru ori PIB-ului. Resurselor naturale ale Hong Kong-ului sunt limitate, și a produselor alimentare și materii prime trebuie să fie importate. Este un important centru pentru comerțul internațional și finanțe, cu una dintre cele mai mari concentrații din regiunea Asia-Pacific, fiind unul dintre "Cei patru tigri asiatici". Hong Kong continuă să lege moneda sa strâns de dolarul american, menținând un aranjament stabilit în 1983. China a fost, mult timp, cel mai mare partener comercial al Hong Kong-ului, reprezentând aproximativ jumătate din exporturile Hong Kong-ului. Activitatea agricolă a Hong Kong-ului contribuie cu doar 0,1% la PIB. PIB-ul pe cap de locuitor din Hong Kong este de 49.800 dolari. Rata de creștere economică a fost de 5% în 2011. Paritatea puterii de cumpărare a fost de 355 miliarde de dolari americani în 2011. Sectoarele economice sunt: agricultura 0,1%; industria 6,8%; servicii 93,2%. Forța de muncă este de 3.703.000 persoane. Rata șomajului este 3,4%, iar rata inflației este de 5,3%. Exporturile au fost de 427 miliarde dolari în 2011. Principalele produse exportate sunt: mașini și aparate electrice, textile, îmbrăcăminte, încălțăminte, ceasuri, jucării, materiale plastice și pietre prețioase. Principali parteneri la export sunt: China 52,4%, SUA 9,9%, Japonia 4%. Importurile au fost de 482 miliarde dolari în 2011. Principalele mărfuri importate sunt: materii prime și semifabricate, bunuri de consum, bunuri de capital, produse alimentare, combustibil. Principali parteneri la import sunt: China 44,9%, Japonia 8,9%, Taiwan 7,5%, SUA 4,9%.

## Comunicații și transporturi

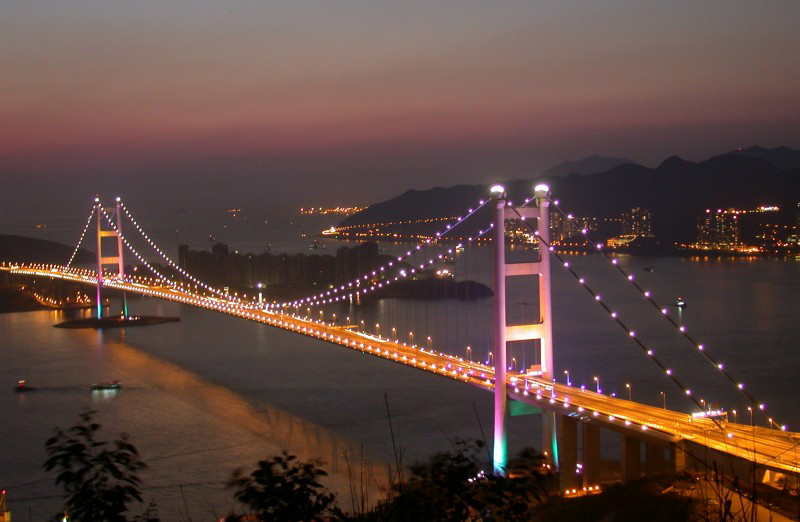
Transportul în Hong Kong, în amurg

Hong Kong are printre cele mai dezvoltate comunicații și transporturi din Asia. Numărul de utilizatori de internet este de 4.873.000, iar de telefoane mobile este 1.341.600. Hong Kong are 2 aeroporturi (printre cele mai mari din lume) și 9 heliporturi.

## Cultură

### Cinematografia din Hong Kong
Vezi și: Listă de filme cu acțiunea desfășurându-se la Hong Kong

## Personalități
- Bruce Lee (1940-1973), actor sino-american
- Jackie Chan (n. 1954), actor, regizor de filme și maestru de arte marțiale sino-american
- Wong Kar-wai (n. 1958), regizor;
- Stephen Chow (n. 1959), episcop catolic chinez;
- Stephen Chow (n. 1962), actor chinez;
- Romola Garai (n. 1982), actriță britanică
- Tony Leung ("Big Tony") [n. 1958], actor
- Tony Leung ("Little Tony") [n. 1962], actor și cântăreț
- Aaron Kwok (n. 1965), actor și șofer de raliu
- Maggie Cheung (n. 1964), actriță
- Sammul Chan (n. 1978), actor și cântăreț
- Charmaine Sheh (n. 1975), actriță și fotomodel
- Donnie Yen (n. 1963), actor, regizor de filme și maestru de arte marțiale
- Jackson Wang (n. 1994), rapper chinez

| panorama: looking down on a city of skyscrapers, land mass in the distance separated by a body of water. |

## Galerie

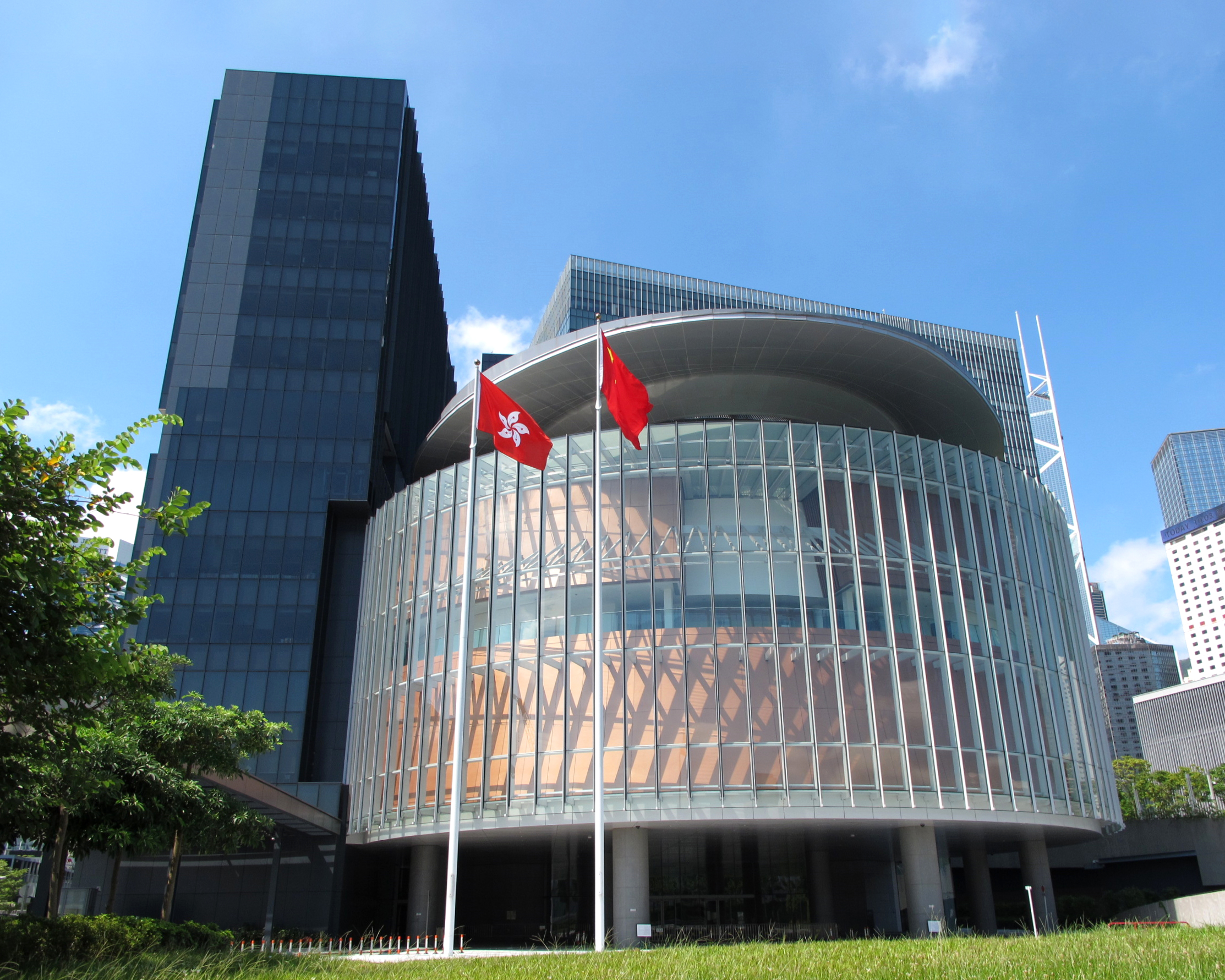
Clădirea Parlamentului regional
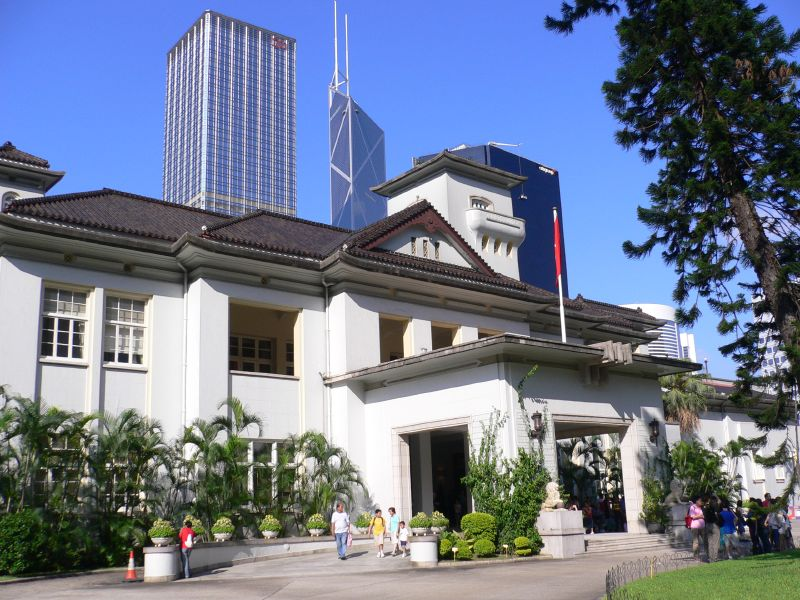
Reședința Guvernamentală
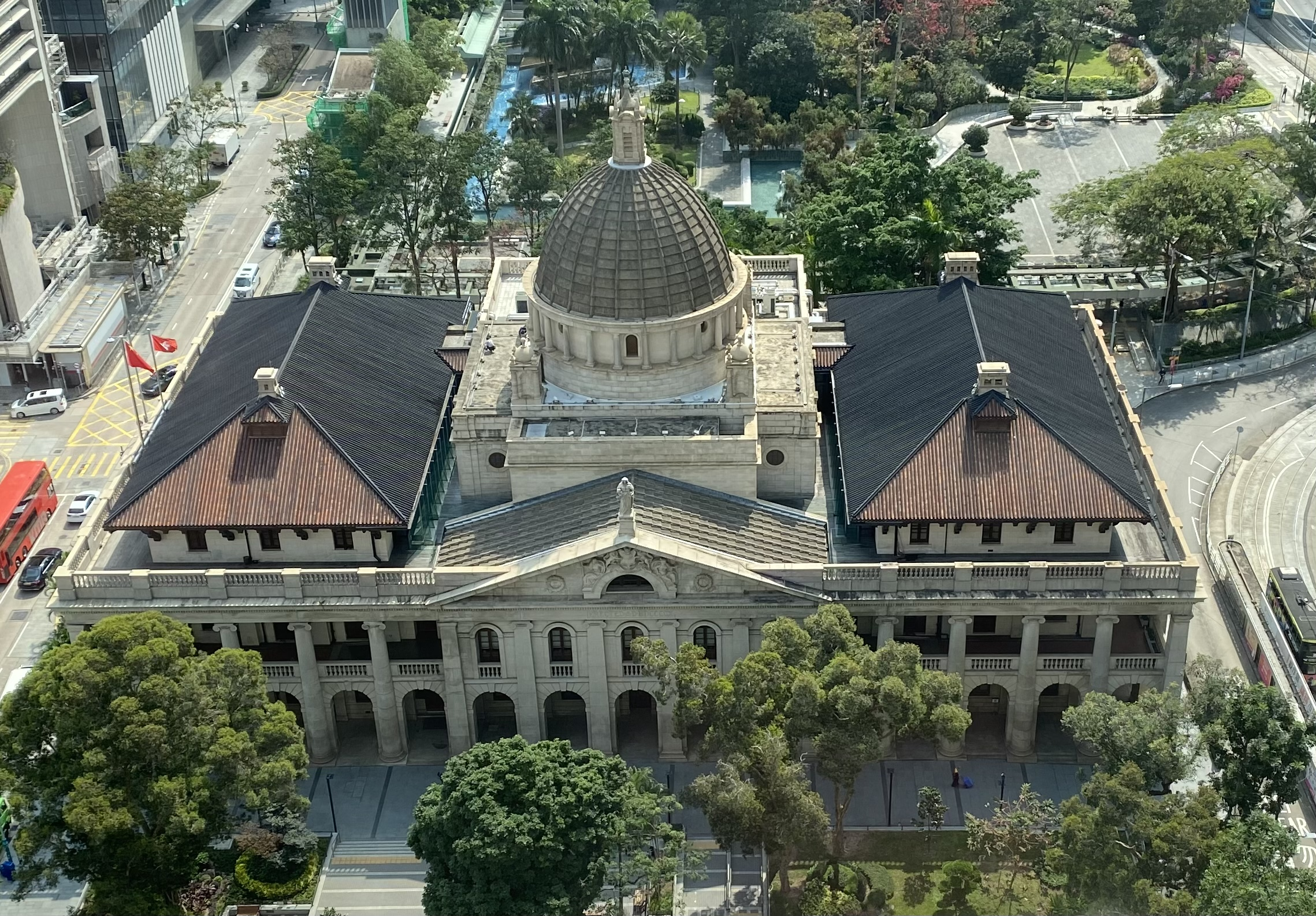
Curtea Supremă de Justiție din H.K.
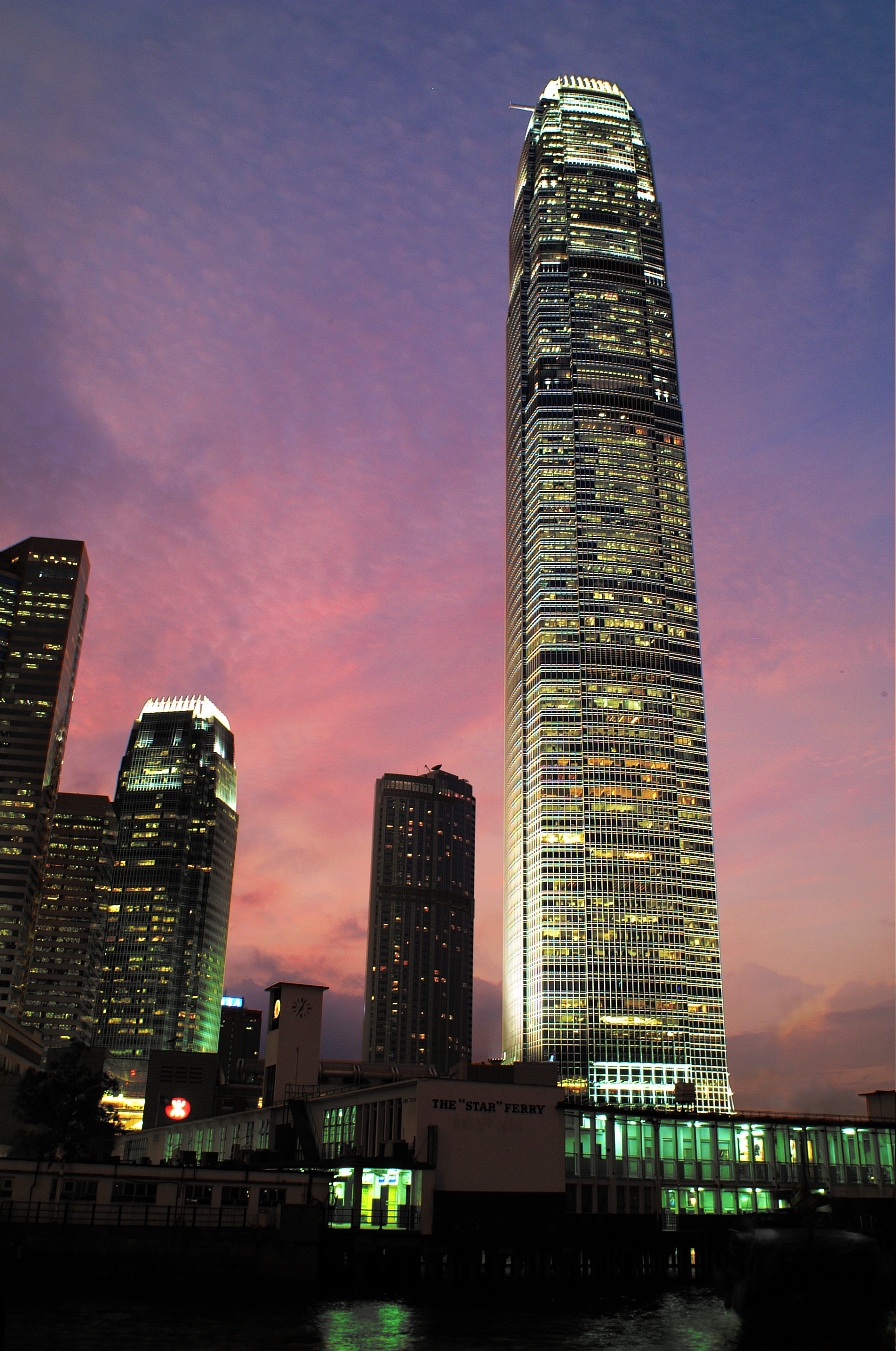
Centrul internațional de finanțe
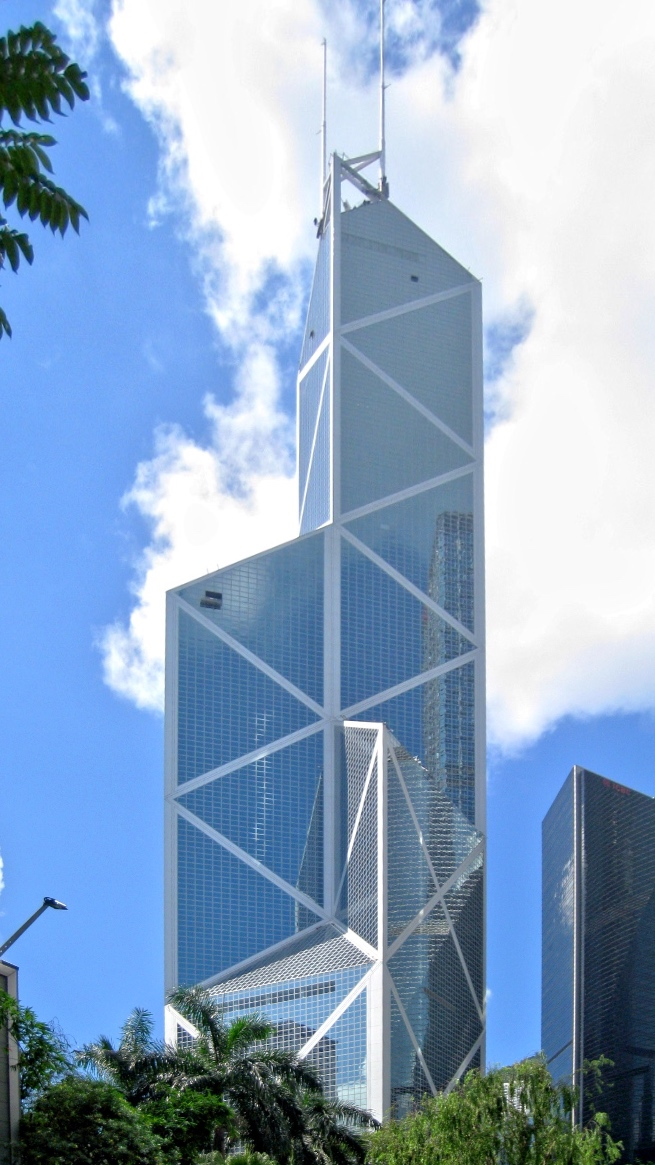
Turnul Băncii Chinei
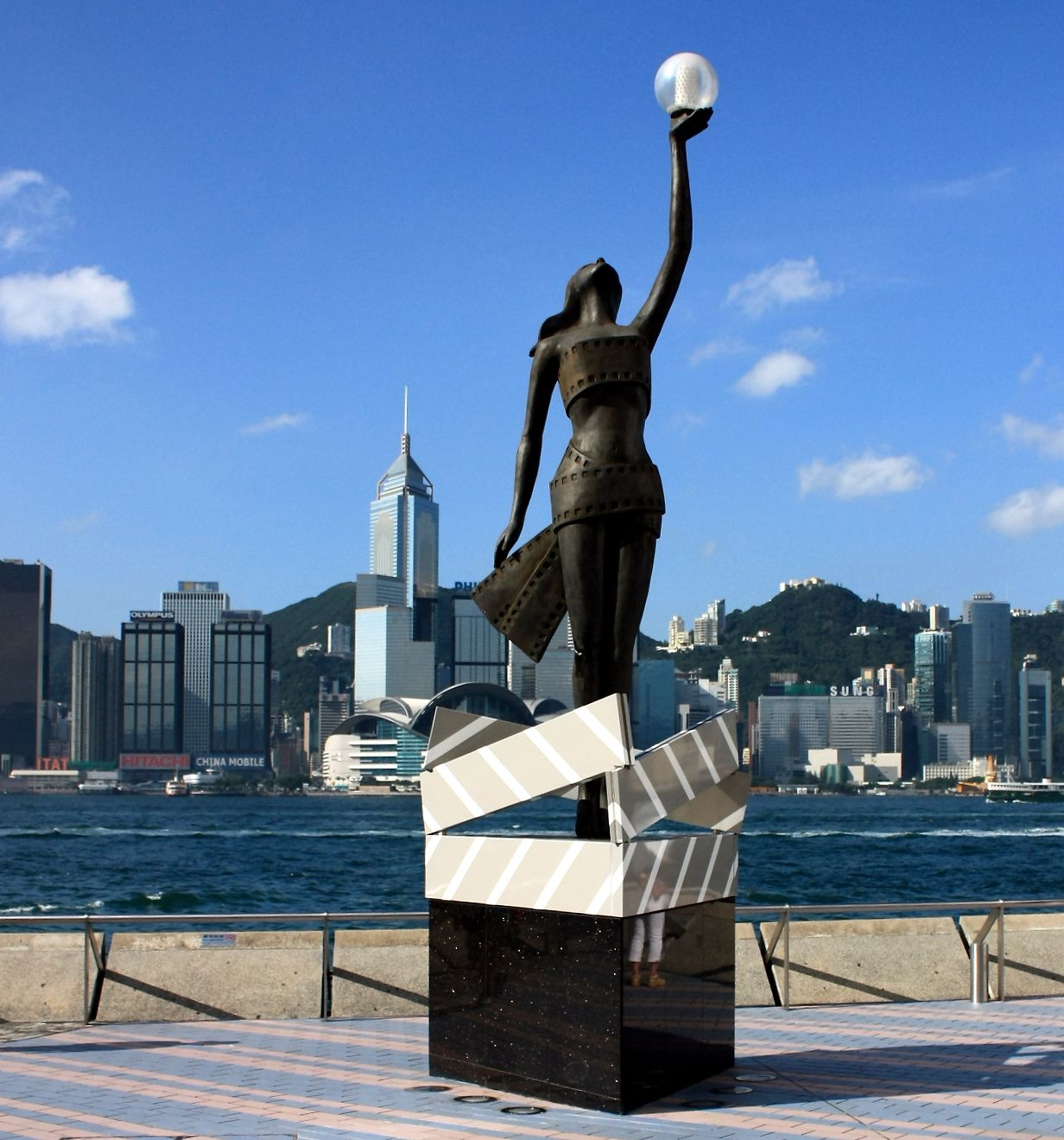
Aleea Vedetelor
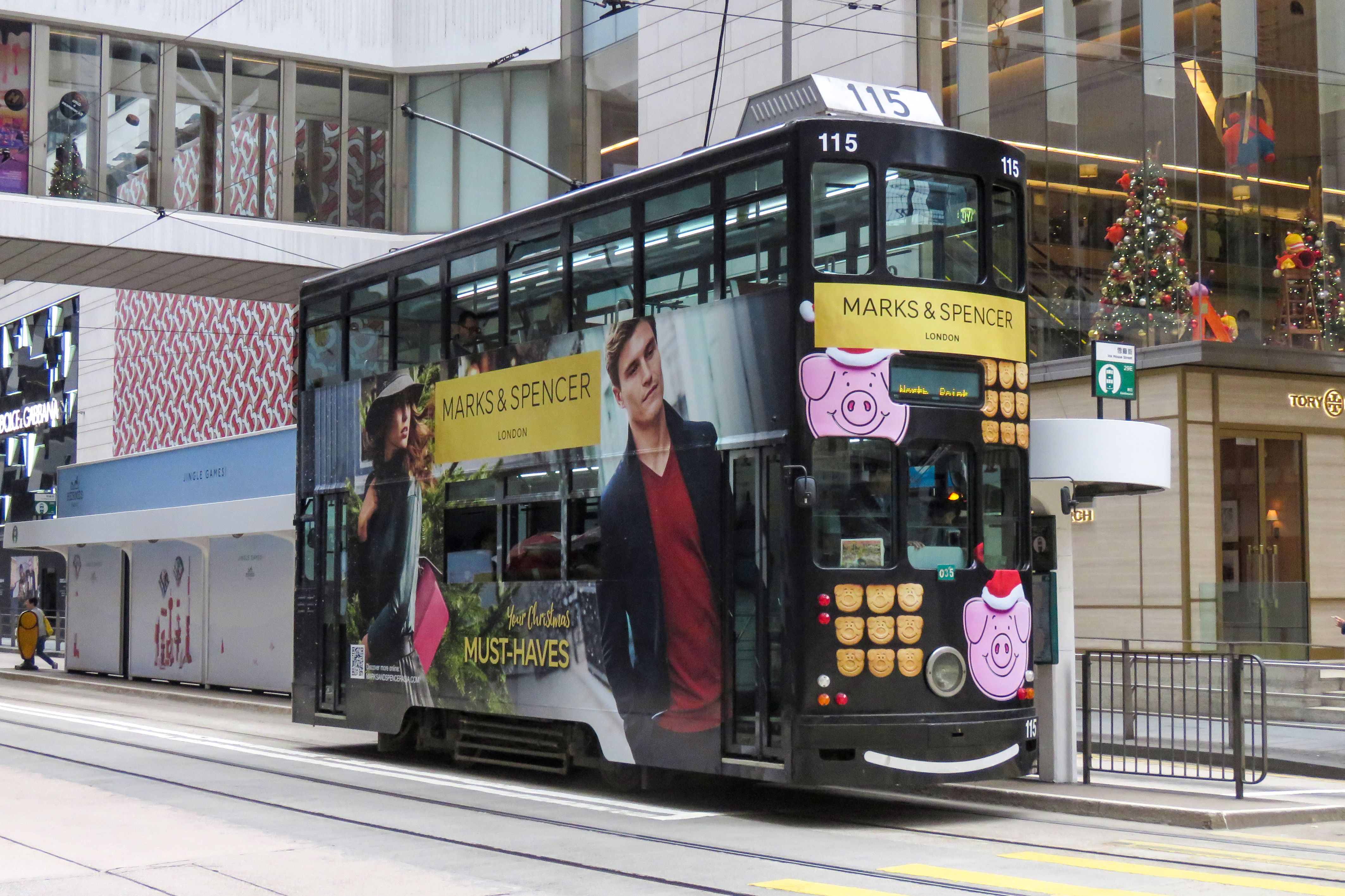
Tramvaiul supraetajat din Hong Kong
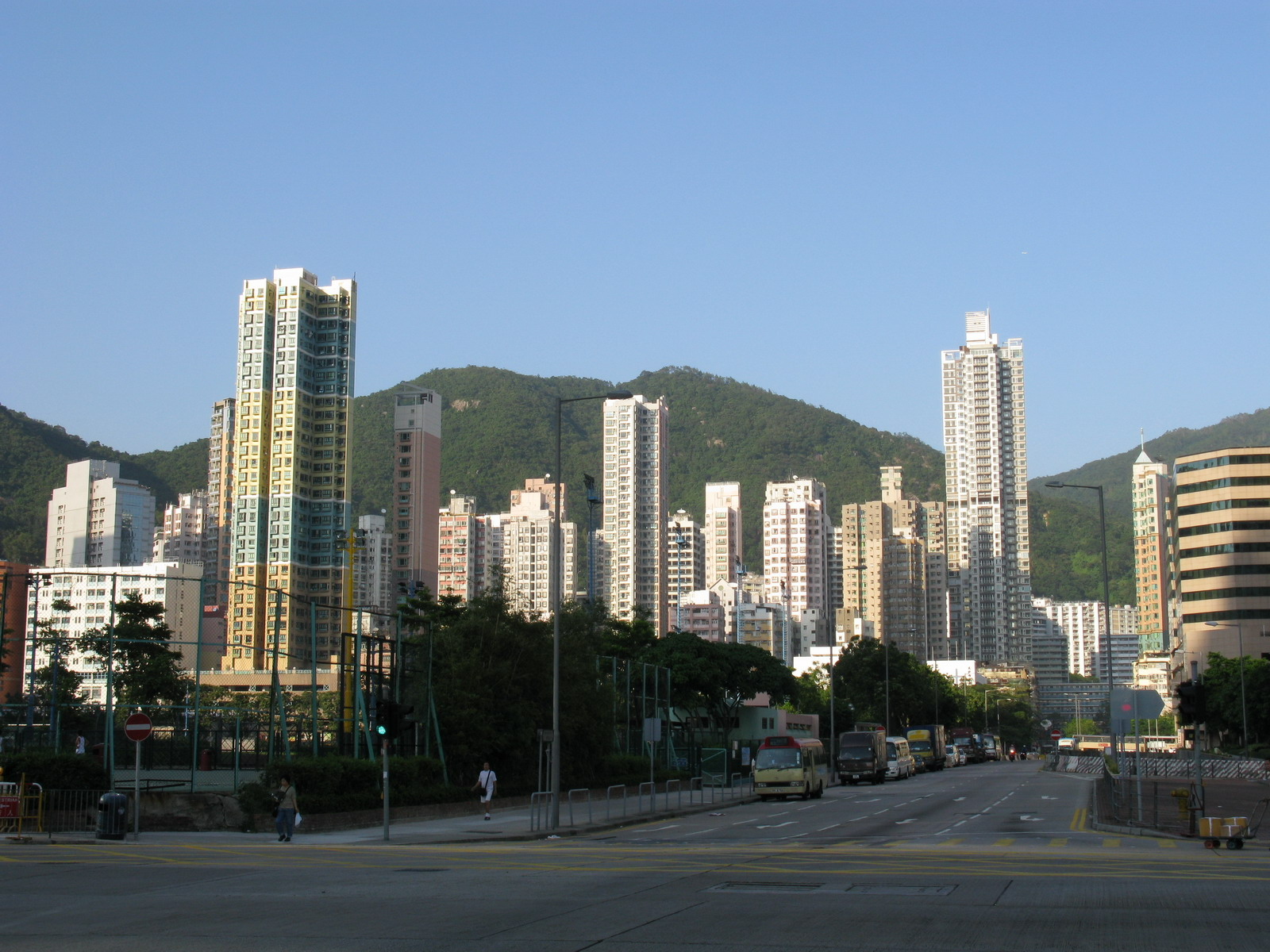
Clădiri rezidențiale în Cheung Sha Wan (raionul Sham Shui Po)
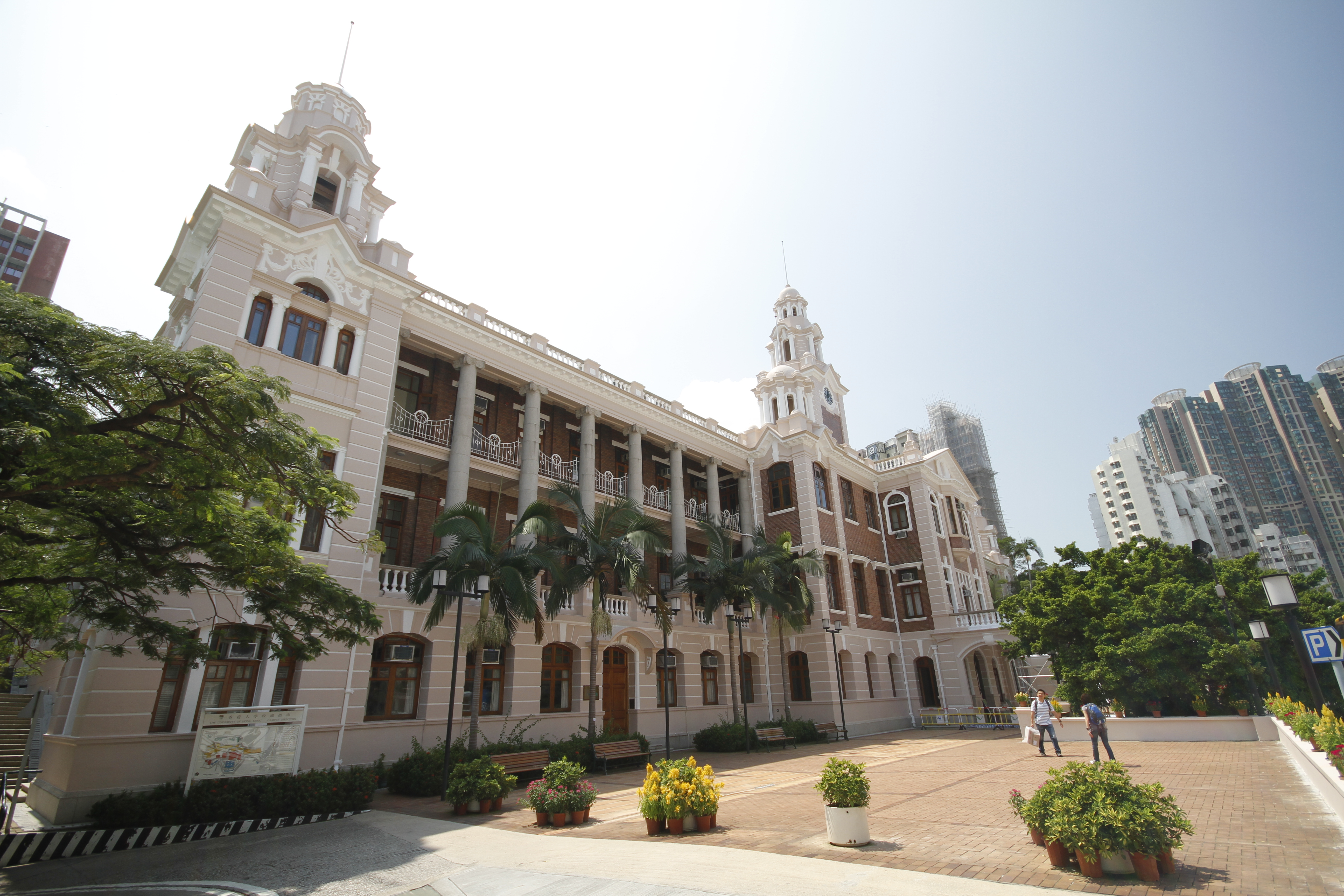
Universitatea din Hong Kong
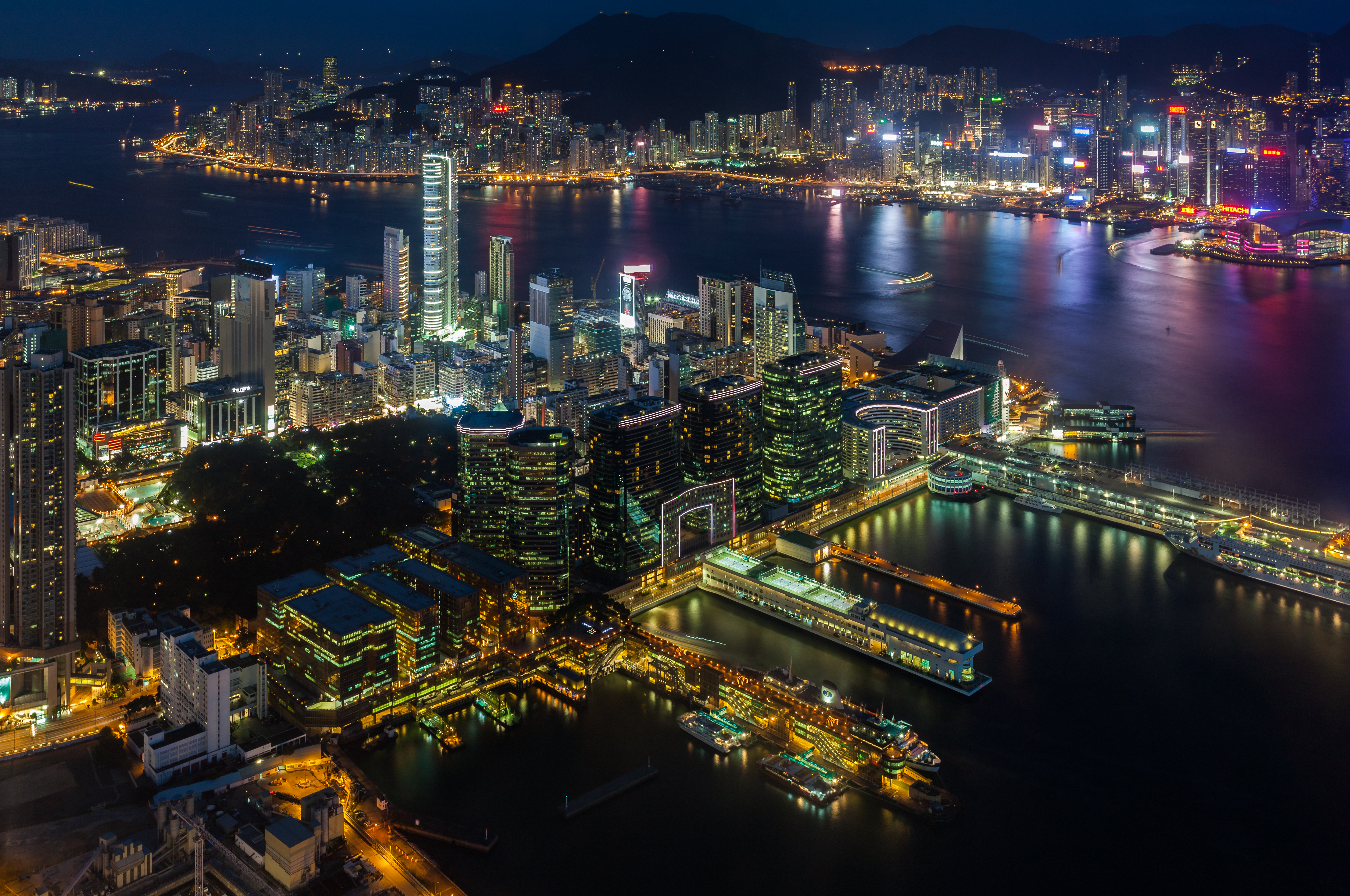
Metropola Hong Kong, noaptea